# Igor' di Kiev
Igor' Rjurikovič, detto il Vecchio (in russo Игорь Рюрикович?, Igor' Rjurikovič; in ucraino Iгор Рюрикович?, Ihor Rjurykovyč; in norreno: Ingvar Röreksson; 877 – Korosten', 945), figlio di Rjurik di Velikij Novgorod, fu sovrano della Rus' di Kiev dal 912 al 945.

## Origini di Igor'

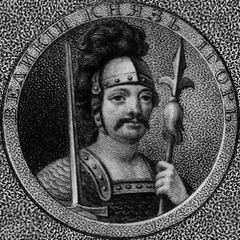
Igor'
(dalla Storia della Russia di William Tooke)

Secondo la Cronaca degli Anni Passati, Igor' di Kiev era figlio di Rjurik, condottiero variago, e dunque norreno.
Questo dato rappresenta la base della cosiddetta "teoria normannista" sulle origini degli Stati slavi nell'Europa dell'est: gli studi di altri storici e filologi (tra i quali, ad esempio, Aleksej Šachmatov) puntano a smentire questa teoria.
Finora, comunque, le origini di Igor' rimangono un argomento di discussione. Igor' potrebbe essere il figlio di Rjurik, oppure uno dei comandanti di Oleg di Kiev, o un discendente di Askold e Dir, o semplicemente il marito della granduchessa Ol'ga di Kiev.

## Biografia
Alla morte di Oleg di Kiev, Igor' gli successe come principe di Kiev.
Le fonti per questo periodo sono la Cronaca degli Anni Passati, le cronache di Novgorod, le cronache di Halyč, Volyn', Pskov, Smolensk, Rostov e Černigov.
In base a tutte queste cronache sappiamo che il contratto commerciale rus'-bizantino del 912, concluso dopo la guerra cominciata nel 907 aveva progressivamente perso validità.  Non si conosce con precisione la causa di questa perdita di valore dell'accordo: la cronaca di Černigov racconta che durante una trattativa i Rus' erano venuti meno ad una delle clausole del contratto: erano entrati a Costantinopoli armati e avevano ucciso alcuni mercanti bizantini.
Le campagne militari di Igor' di Kiev contro Costantinopoli nel 941 e nel Mar Caspio nel 943 ebbero un grande impatto storico, e furono descritte in modo accurato nei testi del cronista bizantino Simeone Metafraste e dello storico arabo al-Mas'udi.
Secondo questi storiografi, Igor' iniziò una campagna militare contro l'Impero Bizantino nel 941. Molto probabilmente i motivi della guerra sono da trovarsi nei tentativi dei Bizantini di colonizzare le coste del Mar Nero allora appartenenti alla Rus' di Kiev.

### Campagne contro l'Impero bizantino
Igor' di Kiev, con 40.000 soldati, si imbarcò su un migliaio di lodie (alcuni manoscritti citano addirittura 10.000 navi) ed entrò nello stretto del Bosforo. In prossimità di Costantinopoli, tuttavia, la flotta fu distrutta con il fuoco greco.
Pianificando l'attacco, Igor' contava sul fatto che la flotta dell'Impero Bizantino era impegnata nella guerra contro gli Arabi: pensò perciò di attaccare la città dal mare.  L'imperatore bizantino, tuttavia, fu avvertito dagli abitanti di Cherson circa l'avvistamento della flotta fluviale dei Rus' nel Mar Nero; l'imperatore fece allora rientrare velocemente la sua flotta, sotto il comando del generale Teofane. Le navi bizantine furono armate di fuoco greco: molte imbarcazioni dei Rus' furono distrutte, parecchi soldati vennero fatti prigionieri, accecati e venduti come schiavi, e il principe Igor' fu costretto a ritirarsi al largo.
Respinto dalle coste bizantine, Igor' diresse la sua flotta verso le coste della Bitinia e della Paflagonia. Mentre i soldati rus' depredavano le zone in cui erano sbarcati, l'imperatore bizantino concentrò sulla zona interessata tutto suo esercito.  Così la cavalleria macedone attaccò i Rus' da terra e la flotta di Teofane dal mare.  L'esercito di Igor' fu distrutto.

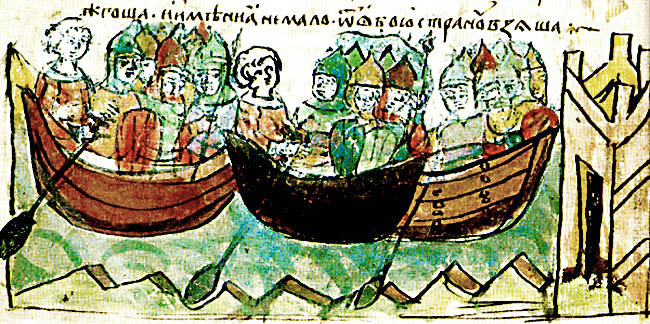
Igor' naviga verso Costantinopoli: immagine dal Manoscritto Radziwiłł della Cronaca degli Anni Passati

Nel settembre dello stesso anno 941 le due flotte si scontrarono un'altra volta, ed anche questa volta la flotta di Igor' fu dispersa: la marina bizantina combatteva utilizzando il fuoco greco e riuscì a bruciare la maggior parte delle imbarcazioni dei Rus'.  Nella notte, con le poche navi rimaste, Igor' riuscì a raggiungere lo stretto di Kerč' (ancora oggi soprannominato "la patria dei Ruteni"). Attraversando il Mar Nero, la flotta di Igor' dovette combattere in ritirata, perdendo numerose lodie e molti soldati.
Come affermano le cronache russe, gli ostaggi catturati dai Bizantini furono portati a Costantinopoli e decapitati. Nel 945 Kiev e Costantinopoli raggiunsero un accordo commerciale e militare, ma con notevoli restrizioni per la Rus' di Kiev rispetto all'accordo precedente firmato da Oleg di Kiev: questa volta i Rus' dovevano pagare il dazio sulle merci che commerciavano, e la Rus' di Kiev era tenuta a partecipare come alleata alle campagne militari dell'imperatore bizantino e prometteva di non attaccare i territori bizantini in Crimea.
In una seconda campagna militare contro l'Impero Bizantino parteciparono, come alleati dei Rus' Polani, Peceneghi, Il'meni, Kriviči, Tvertsi ed altri. La campagna si concluse con una revisione dell'accordo tra l'Impero Bizantino e la Rus' di Kiev, che ottenne libertà commerciali nel territorio bizantino un po' più ampie.

### Spedizione nel Mar Caspio
Il fallimento nella conquista dell'Impero Bizantino non fermò il principe Igor'. Nel settembre del 943 egli organizzò una grande campagna militare nel Mar Caspio. Alleati dei Rus' erano gli Alani e i Lezgini. La battaglia principale fu descritta anche dal poeta azero Nizami Ganjavi: i Rus' arrivarono con le loro navi fino alla città di Derbent, e navigando sul fiume Kura giunsero a conquistare metà dell'Albània (attuale territorio del Nagorno Karabakh).
Dopo aver combattuto con successo contro l'esercito arabo agli ordini del governatore Marzuban ibn Muhammad, Igor' entrò nella capitale dell'Albània, Bərdə. In poco tempo Igor' conquistò quasi tutto il Paese, ma dopo circa sei mesi l'esercito rus' venne prostrato da un'epidemia di dissenteria, molto probabilmente causata dal consumo di frutti tropicali. Igor' fu costretto a tornare a Kiev.

### Morte di Igor'

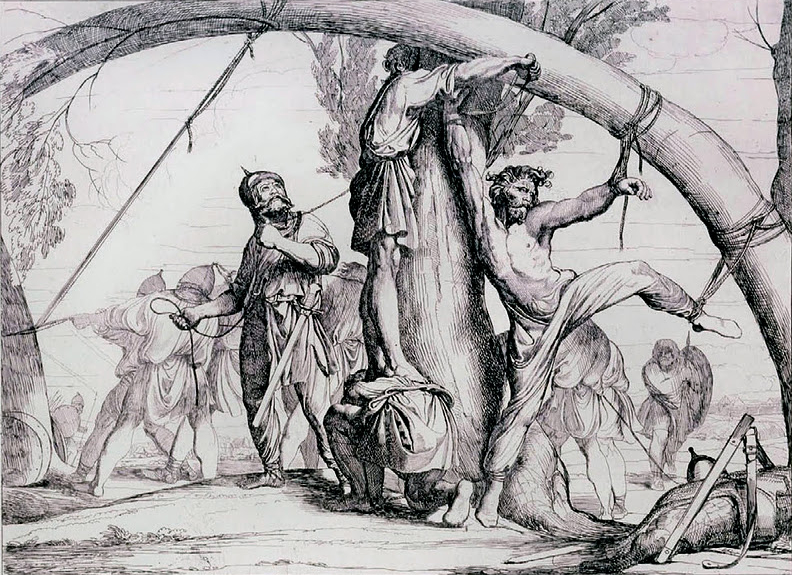
Fëdor Bruni, L'uccisione di Igor

Negli ultimi anni della sua vita Igor' di Kiev condusse un'altra guerra, contro la tribù slava dei Drevljani. I Drevljani furono esasperati dalle tasse irragionevoli raccolte dai Variaghi a favore del principe Igor'. L'imperatore Costantino VII Porfirogenito annotava: «Nel mese di novembre principi di tutta la Rus' di Kiev escono da Kiev per raccogliere poliudie ('tasse'), e le raccolgono per tutto l'inverno. Ad aprile rientrano a Kiev e partono con le navi contro l'Impero Bizantino».
Questa raccolta di tasse aumentava il malcontento tra le popolazioni slave sottomesse, che non solo dovevano consegnare come tributi a Kiev pellicce, miele, cere e altri beni materiali, ma dovevano anche mantenere l'esercito per tutto il periodo della raccolta.
Igor' affidò al suo comandante Svenel'd la raccolta delle poliudie dal territorio dei Drevljani, ampio e molto ricco.  Ciò causò una rivolta della družina di Igor': i soldati di Igor' iniziarono a ribellarsi, dicendo che i loro commilitono agli ordini di Svenel'd erano meglio vestiti e attrezzati di loro.  Di conseguenza, Igor' entrò con la sua družina nel territorio dei Drevljani per raccogliere con forza una quantità ancora maggiore di poliudie.  Addirittura, lungo la via del ritorno verso Kiev, Igor' ebbe un ripensamento e decise di ritornare dai Drevljani con una parte dei suoi soldati per effettuare un'ulteriore raccolta.  I Drevljani, saputo delle sue intenzioni, tesero un'imboscata nelle vicinanze della città di Korosten'.
Lo storico bizantino Leone Diacono descrisse la morte di Igor' nella sua cronaca: dopo aver massacrato la družina di Igor', i Drevljani piegarono due alberi, vi legarono il principe Igor', poi lasciarono che gli alberi si rialzassero, così che il corpo di Igor' fu spezzato in due.
Prese la reggenza la moglie di Igor', Olga, poiché il figlio Svjatoslav era ancora un ragazzo.  Ol'ga si sarebbe vendicata sui Drevljani in un modo che ricorda molto le saghe nordiche: fece bruciare vivi i loro messaggeri, massacrò il loro esercito e il loro popolo.

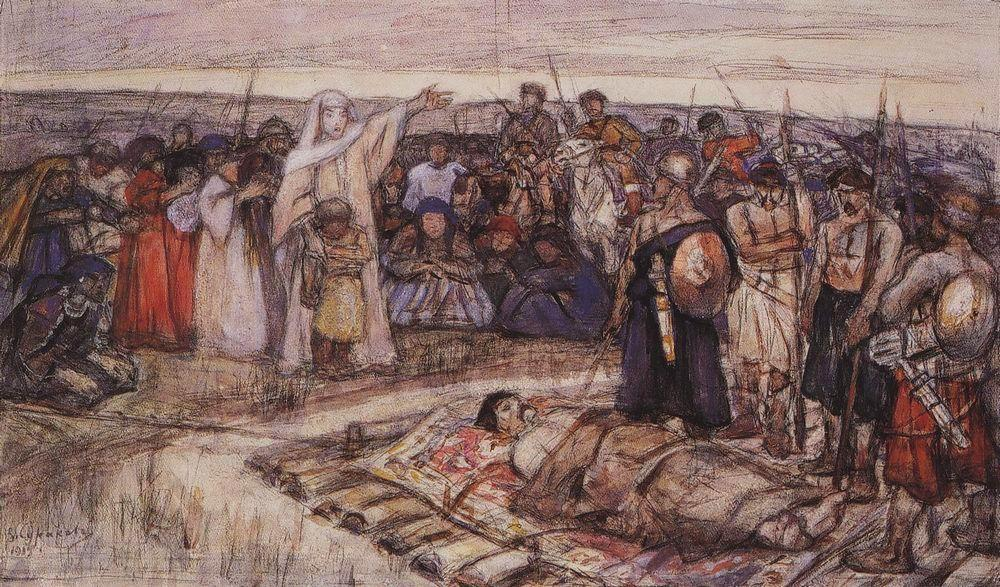
Vasilij Ivanovič Surikov, La principessa Ol'ga e il figlio Svjatoslav davanti al cadavere del principe Igor (1915)

## Matrimonio e discendenza
Dalla moglie Ol'ga (889 - 11 luglio 969), sposata nel 913, Igor' ebbe almeno tre figli:
- Svjatoslav I (930 - primavera 972);
- Volodislav (? - ?), parente o figlio ipotetico di Igor', menzionato nel Trattato Rus'-bizantino del 945;
- Uleb (? - 971), ucciso dal fratello Svjatoslav, come cristiano durante la persecuzione dei cristiani;
- Oleg o Hel'gu (? – 944), effettua una campagna nel Mar Caspio nel 940 - 944 e vi muore.

## Ascendenza
|                         |   |                             | Genitori |  |  | Nonni |  |  | Bisnonni |  |  | Trisnonni  |  |
|                         |   |                             |          |  |  |       |  |  | Witzan   |  |  | Aribert II |  |
|                         |   |                             |          |  |  |       |  |  | Witzan   |  |  | Aribert II |  |
|                         |   | figlia Ulfred d'Inghilterra |          |  |  |       |  |  | Witzan   |  |  |            |  |
| Godoslav degli Obotriti |   |                             |          |  |  |       |  |  | Witzan   |  |  |            |  |
|                         |   | …                           | ...      |  |  |       |  |  |          |  |  |            |  |
|                         |   | …                           | ...      |  |  |       |  |  |          |  |  |            |  |
|                         |   | …                           | …        |  |  |       |  |  |          |  |  |            |  |
| Rjurik                  |   | …                           |          |  |  |       |  |  |          |  |  |            |  |
|                         |   | Gostomysl                   | Burivoj  |  |  |       |  |  |          |  |  |            |  |
|                         |   | Gostomysl                   | Burivoj  |  |  |       |  |  |          |  |  |            |  |
|                         |   | Gostomysl                   | …        |  |  |       |  |  |          |  |  |            |  |
| Umila Gostomyslovna     |   | Gostomysl                   |          |  |  |       |  |  |          |  |  |            |  |
|                         |   | …                           | …        |  |  |       |  |  |          |  |  |            |  |
|                         |   | …                           | …        |  |  |       |  |  |          |  |  |            |  |
|                         |   | …                           | …        |  |  |       |  |  |          |  |  |            |  |
| Igor' I Rjurikovič      |   | …                           |          |  |  |       |  |  |          |  |  |            |  |
|                         | … | …                           |          |  |  |       |  |  |          |  |  |            |  |
|                         | … | …                           |          |  |  |       |  |  |          |  |  |            |  |
|                         | … | …                           |          |  |  |       |  |  |          |  |  |            |  |
| Kjetil' il Salmone      | … |                             |          |  |  |       |  |  |          |  |  |            |  |
|                         |   | …                           | …        |  |  |       |  |  |          |  |  |            |  |
|                         |   | …                           | …        |  |  |       |  |  |          |  |  |            |  |
|                         |   | …                           | …        |  |  |       |  |  |          |  |  |            |  |
| Efanda                  |   | …                           |          |  |  |       |  |  |          |  |  |            |  |
|                         |   | …                           | …        |  |  |       |  |  |          |  |  |            |  |
|                         |   | …                           | …        |  |  |       |  |  |          |  |  |            |  |
|                         |   | …                           | …        |  |  |       |  |  |          |  |  |            |  |
| Ingunn                  |   | …                           |          |  |  |       |  |  |          |  |  |            |  |
|                         |   | …                           | …        |  |  |       |  |  |          |  |  |            |  |
|                         |   | …                           | …        |  |  |       |  |  |          |  |  |            |  |
|                         |   | …                           | …        |  |  |       |  |  |          |  |  |            |  |
|                         |   | …                           |          |  |  |       |  |  |          |  |  |            |  |

## Nel folklore ucraino
Negli anni Novanta del XIX secolo lo storico e folclorista ucraino Mikola Ivanovič Korobka raccolse i racconti e le leggende popolari diffuse nelle vicinanze della città di Korosten': tra i vari racconti ve ne sono anche alcuni che attribuiscono l'uccisione di Igor' direttamente a sua moglie Ol'ga.